# Nick Thometz
Keith James „Nick“ Thometz (* 16. září 1963 Minneapolis, Minnesota) je bývalý americký rychlobruslař.
V roce 1981 se poprvé představil na juniorském světovém šampionátu a zároveň na seniorském Mistrovství světa ve víceboji. Od následujícího roku startoval na sprinterském MS. Zúčastnil se Zimních olympijských her 1984 (500 m – 5. místo, 1000 m – 4. místo, 1500 m – 14. místo). Ve Světového poháru závodil od premiérové sezóny 1985/1986, v následujícím ročníku zvítězil v celkové klasifikaci SP na tratích 500 m a 1000 m. Roku 1987 rovněž vybojoval stříbrnou medaili na Mistrovství světa ve sprintu. Startoval také na ZOH 1988 (500 m – 8. místo, 1000 m – 18. místo) a 1992 (500 m – 13. místo, 1000 m – 15. místo). Po sezóně 1991/1992 ukončil sportovní kariéru.